# 22927 Blewett
22927 Blewett è un asteroide della fascia principale. Scoperto nel 1999, presenta un'orbita caratterizzata da un semiasse maggiore pari a 2,4357541 UA e da un'eccentricità di 0,1618481, inclinata di 4,52065° rispetto all'eclittica.